# Stanisław Wakuliński
Stanisław Wakuliński (ur. 7 stycznia 1923 w Pobikrach, gm. Ciechanowiec, zm. 3 lutego 2013 w Białymstoku) – polski rzeźbiarz, malarz. Autor wielu rzeźb, medali, tablic pamiątkowych oraz pomników. 

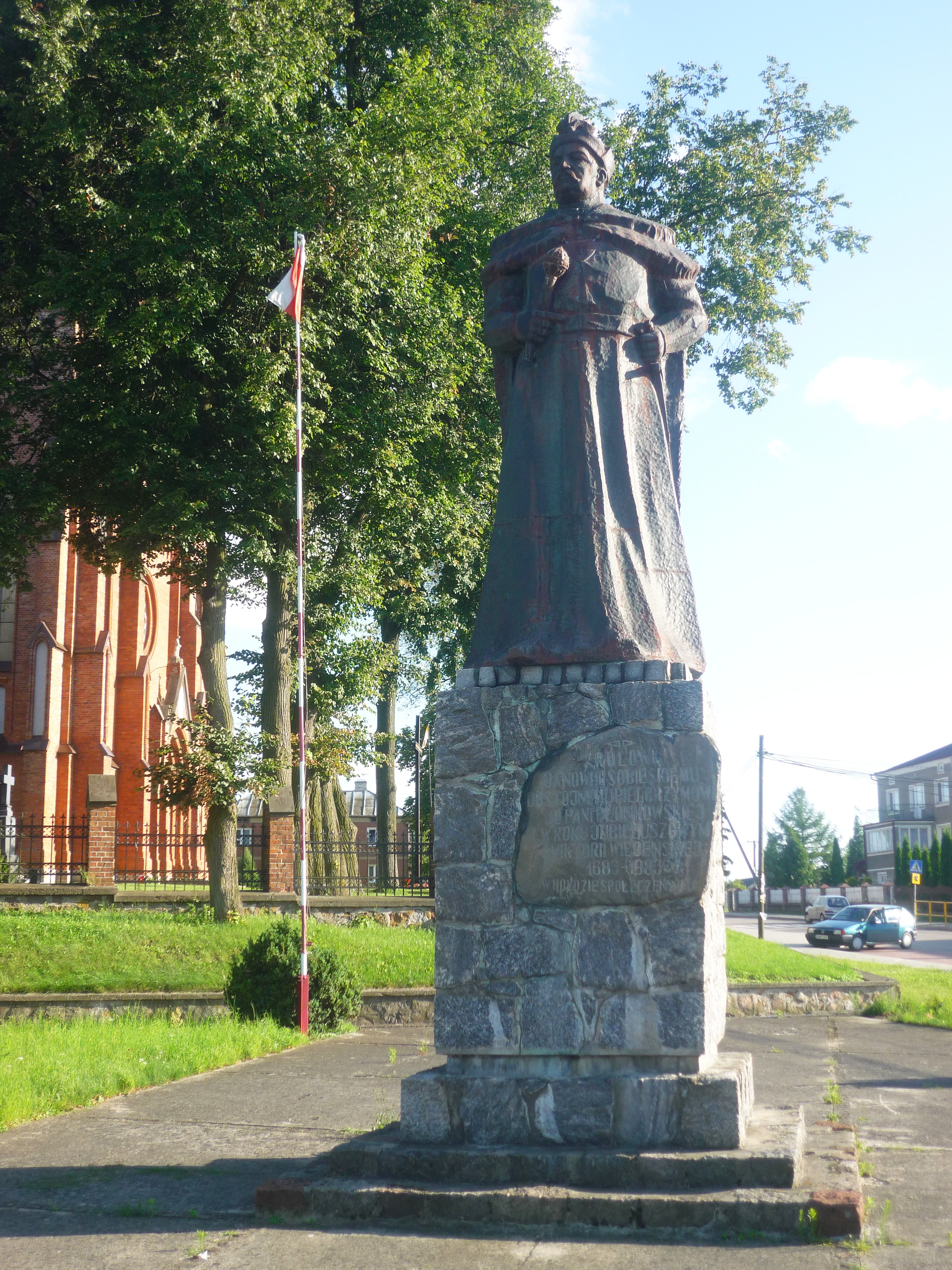
Pomnik króla Jana III Sobieskiego w Płonce Kościelnej

## Życiorys
Absolwent Wydziału Rzeźby Państwowej Wyższej Szkoły Sztuk Pięknych w Gdańsku w pracowni Mariana Wnuka i Stanisława Horno-Popławskiego. Przez ponad 40 lat pracował jako plastyk w Uniwersytecie Medycznym w Białymstoku. 
Po ukończeniu studiów rozpoczął pracę w Białymstoku. Pracował w Liceum Sztuk Plastycznych jako nauczyciel rzeźby. W latach 1952–1993 pracował w Zakładach Anatomii Prawidłowej Akademii Medycznej w Białymstoku.
Grób Stanisława Wakulińskiego znajduje się na cmentarzu miejskim w Białymstoku przy ul. Władysława Wysockiego 63 (sektor: 108, rząd 10A, nr. grobu 10).

## Ważniejsze realizacje (pomniki)
- Bronisława Wesołowskiego, 1961, Wysokie Mazowieckie, beton (nie przetrwał do naszych czasów)
- Marcelego Nowotki, Łapy, 1962, piaskowiec (nie przetrwał do naszych czasów)
- XX-lecia przyłączenia Ziem do Macierzy, 1965, Ełk, piaskowiec
- XX-lecia PRL, 1965, Kolno, piaskowiec
- Zwycięstwa, Mońki, lata sześćdziesiąte, blacha miedziana
- Grzegorzowi Kunawinowi i jego współtowarzyszom poległym w obronie ziemi dąbrowskiej, gmina Dąbrowa Białostocka, kamień
- Wdzięczności "Ojczyzna" (Pomnik Wolności), 1969, Sejny, piaskowiec
- Ku czci żołnierzy września 1939, Olszewo, pow. Brańsk, sztuczny kamień, blacha miedziana
- Poległym żołnierzom i funkcjonariuszom MO, Antoninie-Brzozowo, pow. Łapy, beton
- Ofiarom Faszyzmu (Walki i Męczeństwa), 1972, Lipsk, piaskowiec
- Ofiarom II wojny światowej, 1973, Grabówka, piaskowiec
- Drewniany pomnik z 1980 usytuowany przy drodze ze Zwierzyńca do Bud na miejscu pochówku Pawła Wysiagina, żołnierza radzieckiego poległego w lipcu 1944[3]
- Jana III Sobieskiego (projekt Stanisław Wakuliński, wykonanie Jan Wakuliński),1983, Płonka Kościelna, kamień

## Wystawy

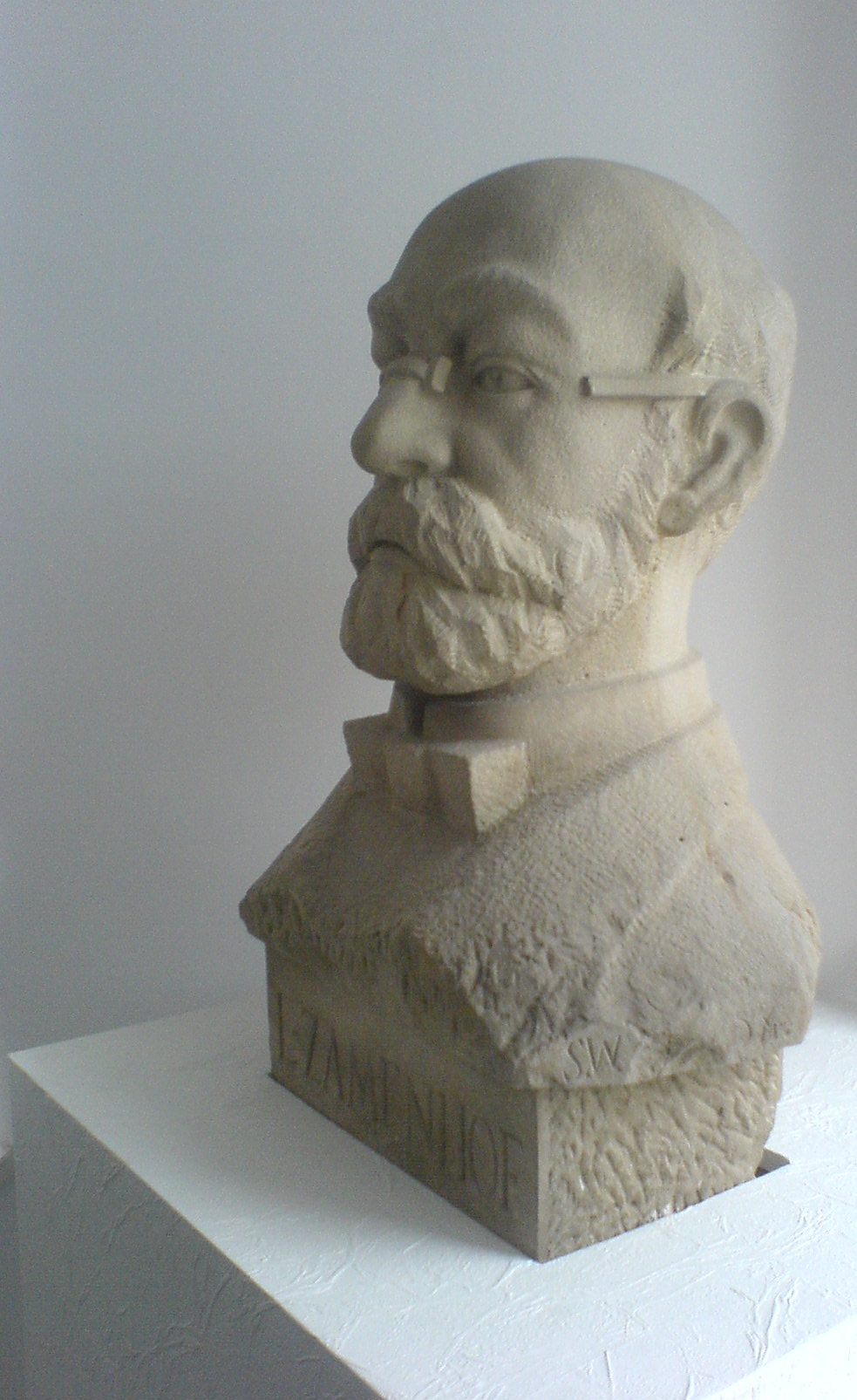
Popiersie Ludwika Zamenhofa z Centrum im. Ludwika Zamenhofa w Białymstoku

- Doroczne Wystawy Okręgowe, 1954–1965, Białystok
- "XV-lecia Rzeźby Polskiej", 1960, Warszawa, Zachęta
- "Ogólnopolska Wystawa Rzeźby" 1960/1961, Radom
- "Wystawa Czterech Województw: Lublin, Rzeszów, Kielce, Białystok", 1965
- "XX-okręgowa wystawa plastyki. Malarstwo, rzeźba, grafika" 1968, Muzeum Ruchu Rewolucyjnego
- "Chomczyk, Chudzik, Gutkiewicz, Jurkowska, Jurkowski, Wakuliński", wystawa zbiorowa, 1969, Muzeum Okręgowe w Białymstoku
- "Wystawa malarstwa, grafiki i rzeźby białostockiego okręgu Związku Polskich Artystów Plastyków", 1972, Klub Oficerski Domu Wojska Polskiego, Warszawa
- "Rzeźba", wystawa indywidualna, 1975, BWA Białystok
- "Rzeźba, malarstwo. W trzydziestolecie pracy twórczej", wystawa indywidualna, 1980, BWA Białystok
- "Rzeźba" wystawa indywidualna, 1980, Lipsk
- "Pejzaż lipski n/Biebrzą" 1980, Galeria Sztuki Współczesnej Pracowni Sztuk Plastycznych w Białymstoku
- "II środowisko wystawa, członków ZPAP, Białystok, Łomża, Suwałki", 1994, Białystok, Galeria Arsenał
- "Uroczysko, salon 98", 1998, Supraśl
- "Rzeźba i malarstwo", wystawa indywidualna, 2001, Galeria "Marszand"
- "Biały Salon Sztuk Pięknych" 2001, Galeria Arsenał, Białystok
- "Malarstwo", 2002, "Galeria 10" w Akademii Startu[4]

## Galeria

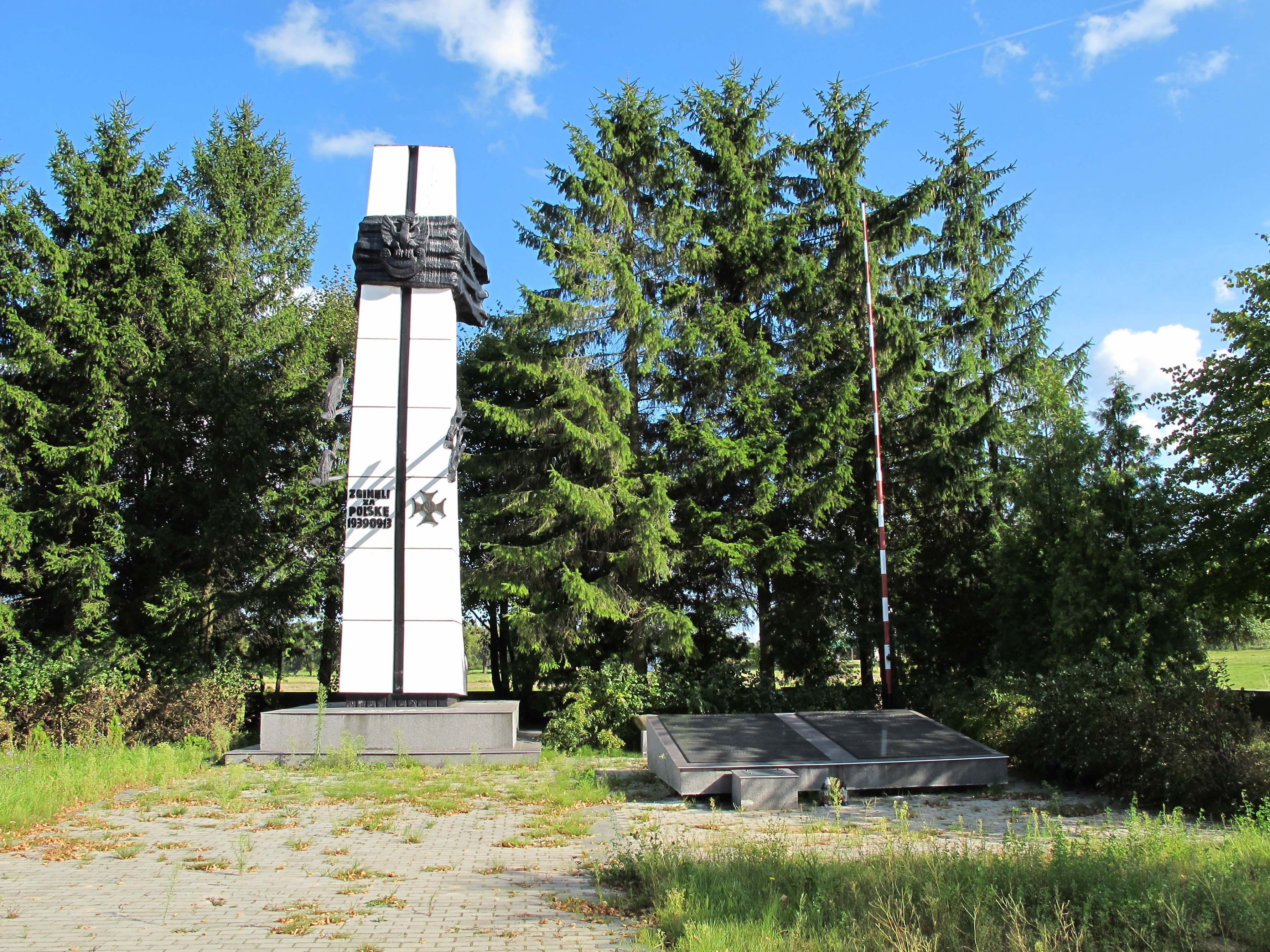
Pomnik ku czci żołnierzy września 1939 r. - Olszewo
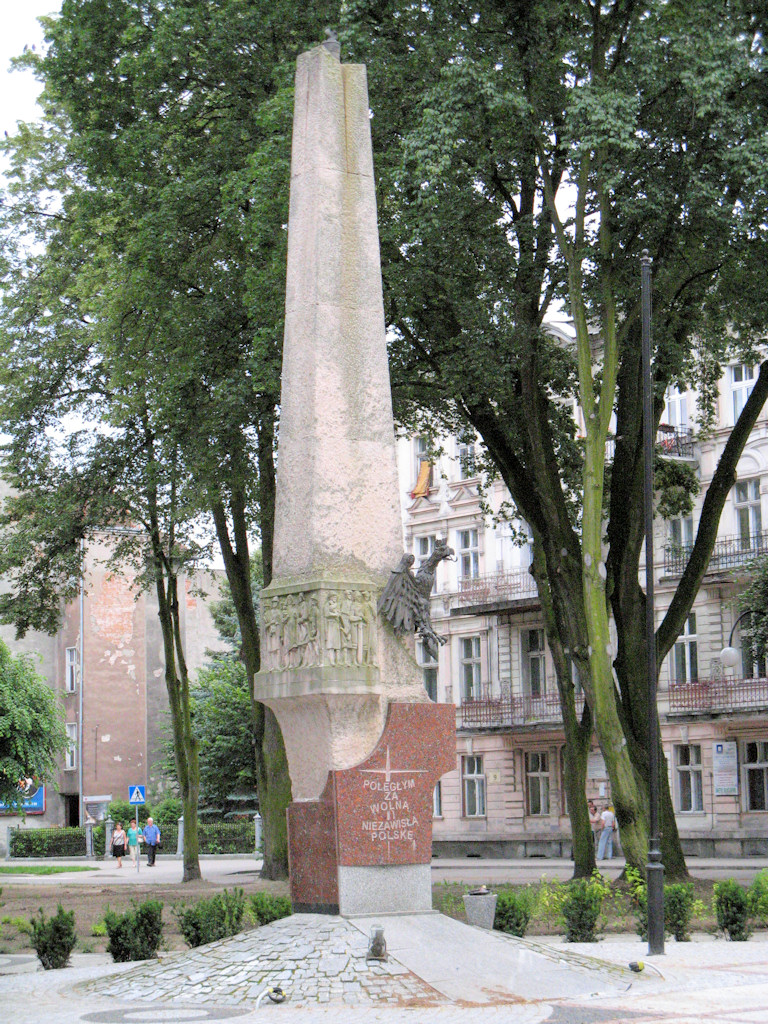
Pomnik XX-lecia przyłączenia Ziem do Macierzy (obecnie "Poległym za wolną i niezawisłą Polskę") w Ełku
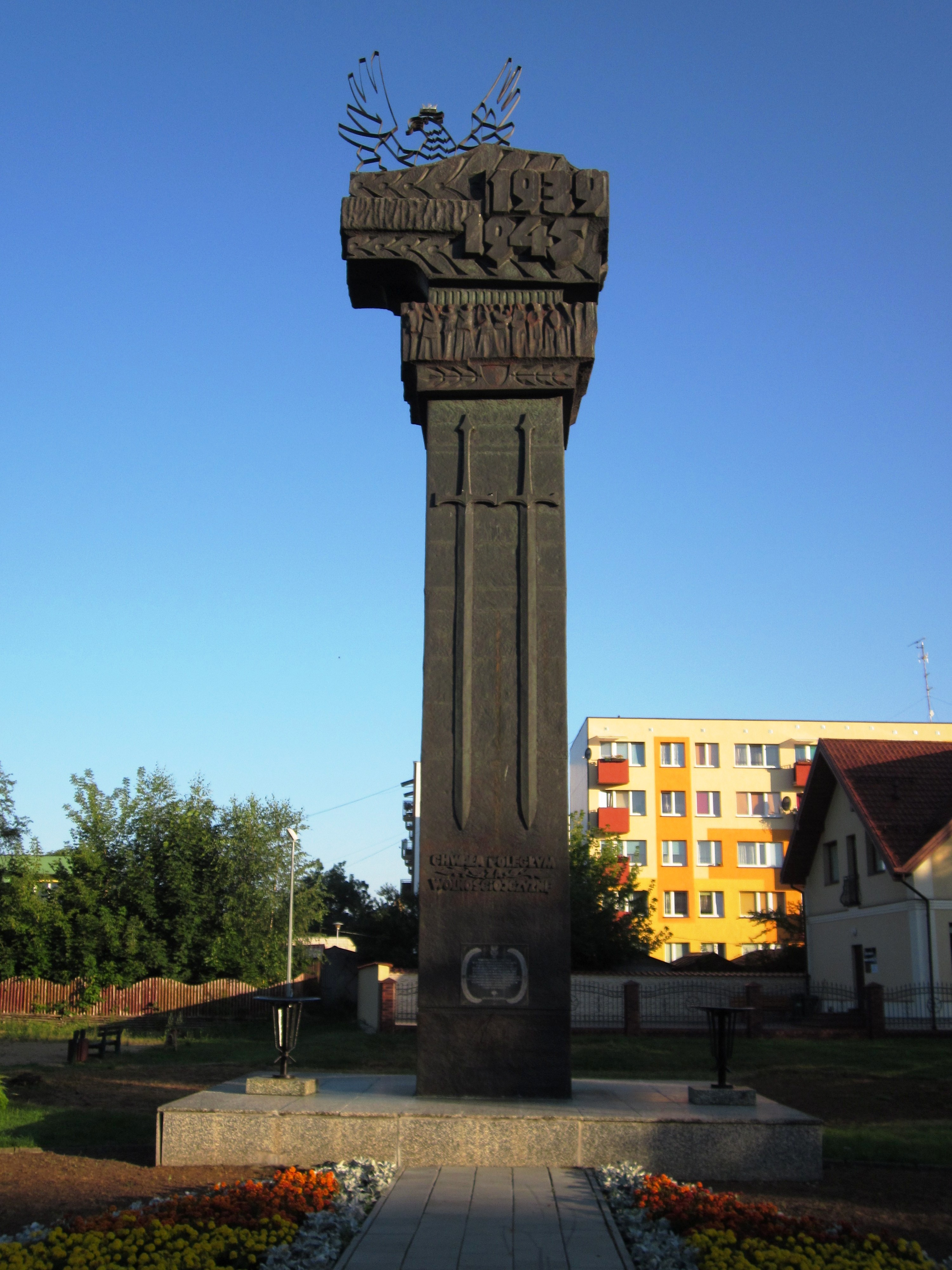
Pomnik Zwycięstwa - Mońki
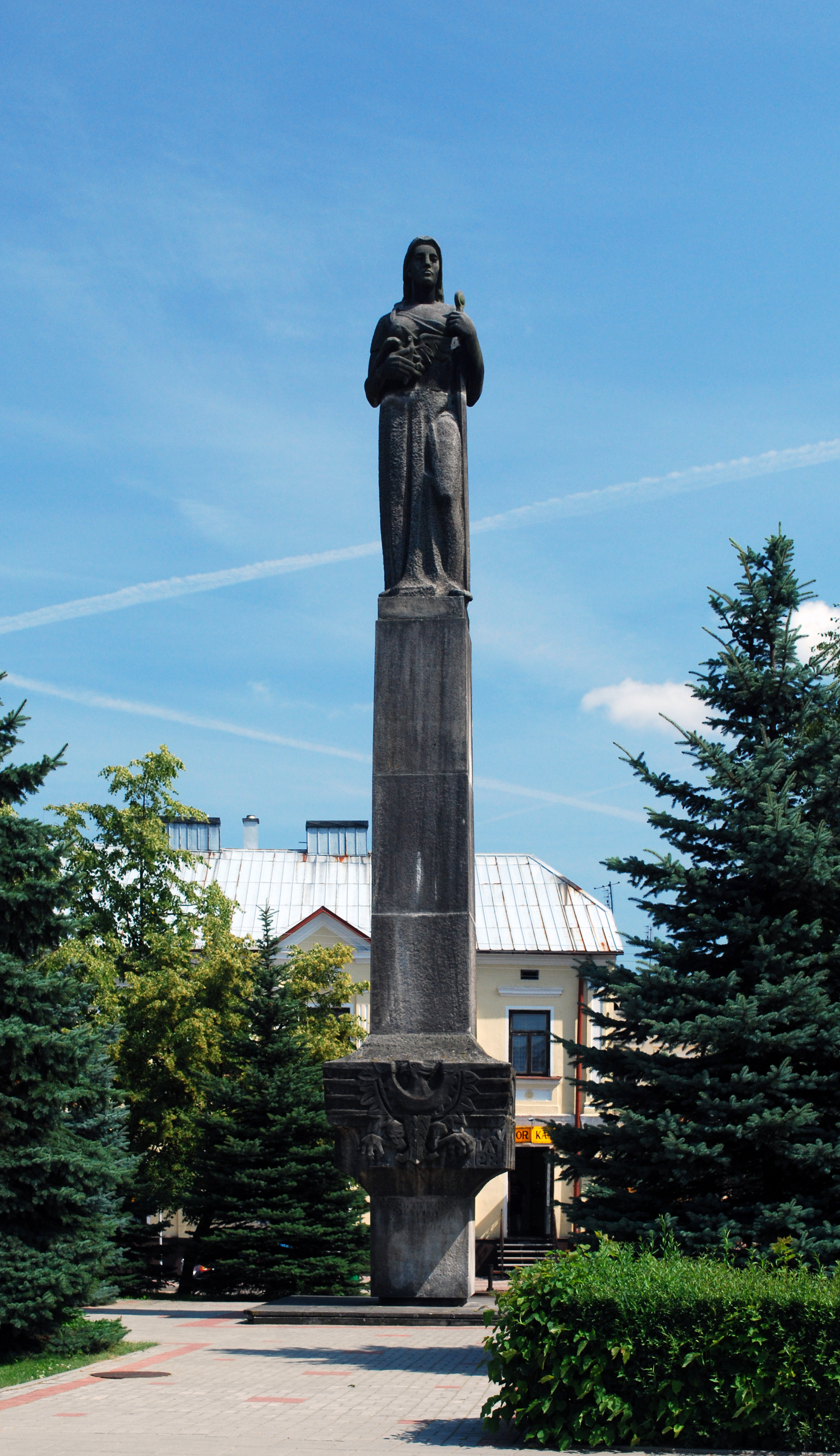
Pomnik Wdzięczności "Ojczyzna" (Pomnik Wolności) w Sejnach